# Jordan Bridges
Pour les articles homonymes, voir Bridges.
Jordan Bridges, est un acteur américain né le 13 novembre 1973 à Los Angeles, en Californie, aux (États-Unis).
Il est le fils de Beau Bridges et Julie Landfield et le neveu de Jeff Bridges
Épouse : Carrie Eastman (m. 2002)
Enfants : Orson Bridges, Caroline Bridges

## Biographie
De 2010 à 2016, il joue dans la série Rizzoli and Isles

## Filmographie

### Télévision
- 1982 : The Kid from Nowhere
- 1986 : The Thanksgiving Promise (en) : Travis Tilby
- 1994 : Secret Sins of the Father : adolescent
- 1996 : À la recherche de la vie (A Stranger to Love) : Paul
- 1997 : The Second Civil War : l'aide de camp du gouverneur Jim Farley
- 1998 : The Defenders: Taking the First
- 1999 : P.T. Barnum : P.T. Barnum jeune
- 2001 : Charmed : Shane
- 2002 : Dawson : Oliver Chirchick
- 2004 : Samantha: An American Girl Holiday : oncle Gard
- 2005 : The Family Plan "Une famille pour Charlie" : Buck
- 2006 : Conviction : Nick Potter
- 2007 : Bionic Woman : Tom Decrik
- 2009 : Le Cœur à l'épreuve (en) : Lee Owens
- 2009 : FBI : Portés disparus : Zack Porter
- 2010 - 2017 :  Rizzoli & Isles : Franck Rizzoli
- 2011 : Un mari à louer (Hollyday Engagement) : David
- 2017 : New York, unité spéciale (saison 18, épisode 14) : Roger Littrell
- 2017 : Gone : Neil Pruitt
- 2017 : Le Chalet de Noël
- 2019 : Le Jardin des coups de foudre (True Love Blooms) : Chace Devine
- 2022 : The Old Man : Zacchary
- 2024 : Palm Royale : Perry Donohue

### Cinéma
- 1999 : Macbeth in Manhattan : Michael / Malcolm
- 1999 : Drive Me Crazy : Eddie Lampell
- 2000 : Fréquence interdite (Frequency) : Graham « Gib » Gibson
- 2001 : American Campers (Happy Campers) : Adam
- 2002 : New Suit : Kevin Taylor
- 2003 : Le Sourire de Mona Lisa (Mona Lisa Smile) : Spencer Jones
- 2012 : Dance Crew (Five Hours South) : Mino
- 2018 : Criminal Squad (Den of Thieves) de Christian Gudegast : 'Lobbin' Bob Golightly